# José de San Martín
José de San Martín, teljes nevén José Francisco de San Martín Matorras (Yapeyú, 1778. február 25. – Boulogne-sur-Mer, 1850. augusztus 17.) argentin tábornok, a Dél-Amerika déli részén Spanyolország ellen folytatott szabadságharc első számú vezetője.

## Pályafutása
Hétévesen Madridba ment tanulni, ahol barátságot kötött a chilei Bernardo O'Higginsszel. 1808-ban, miután spanyol oldalon részt vett a félszigeti háborúban, kapcsolatba került a Spanyolországtól való függetlenség dél-amerikai támogatóival.
1812-ben Angliából Buenos Airesbe hajózott, és felajánlotta szolgálatait Dél-Amerika Egyesült Tartományainak (a mai Argentína elődjének). Az 1813-as san lorenzói csata után 1814-ben az északi hadsereg parancsnoka volt.
Ezután elkezdte megvalósítani tervét, hogy legyőzze az Egyesült Tartományokat Felső-Peru felől fenyegető spanyol erőket, felhasználva a Perui Alkirályságba vezető alternatív útvonalat. Ennek érdekében Cuyo tartományban új hadsereget hozott létre Andoki hadsereg néven. Onnan az Andokon átkelve Chilébe vonult, ahol a chacabucói és a maipúi csatában (1818) megverte a spanyolokat, és felszabadította Chilét. Ezután tengerre szállt, hogy a perui Limát onnan támadja meg.
1821. július 12-én, miután részben ellenőrzése alá vonta Limát, Peru protektorává nevezték ki, és július 28-án kikiáltották az ország függetlenségét. Egy évvel később, miután az ecuadori Guayaquilban zárt ajtók mögött találkozott Simón Bolívarral, Bolívar vette át Peru teljes felszabadítását. San Martín váratlanul elhagyta az országot és lemondott a hadsereg vezetéséről, visszavonulva a politikától és a katonaságtól, és 1824-ben Franciaországba költözött.

## Hatása
Simón Bolívarral együtt Dél-Amerika spanyol részének felszabadítójaként tartják számon. A Felszabadító San Martín tábornok-rend a legmagasabb kitüntetés Argentínában.

## Fordítás
- Ez a szócikk részben vagy egészben a José de San Martín című angol Wikipédia-szócikk ezen változatának fordításán alapul.  Az eredeti cikk szerkesztőit annak laptörténete sorolja fel. Ez a jelzés csupán a megfogalmazás eredetét és a szerzői jogokat jelzi, nem szolgál a cikkben szereplő információk forrásmegjelöléseként.